# ダイヤモンドスター☆
「ダイヤモンドスター☆」は、麻生夏子の6枚目のシングル。2011年2月9日にLantisから発売された。

## 概要
前作「More-more LOVERS!!」から約3ヶ月ぶりのリリースであり、2011年1作目のシングル。
表題曲「ダイヤモンドスター☆」は、テレビアニメ『カードファイト!! ヴァンガード』のエンディングテーマに起用された。コーラスとして、同アニメのオープニングテーマ「Vanguard」を歌うJAM Project（（影山ヒロノブ、遠藤正明、きただにひろし、奥井雅美、福山芳樹））が参加しており、麻生自身も実際にレコーディングに立ち会い、JAM Projectに指示をしたりもした。

## 収録曲
1. ダイヤモンドスター☆ [4:08]
作詞：こだまさおり、作曲・編曲：関野元規
麻生曰く「くじけそうになったら聴く曲」[1]、CDジャーナル曰く「とびっきり元気な明日への希望を与えてくれる前向き応援ソング」となっている[2]。
2. starry-eyed future [4:20]
作詞：麻生夏子、作曲：片山義美（KATA-KANA）、編曲：関野元規
「未熟な私の未来」という意味合いで付けられた卒業ソングで[1]、楽曲自体もちょっぴり切なさがこぼれるミドルチューンに仕上がっている[2]。
3. ダイヤモンドスター☆（Instrumental）
4. starry-eyed future （Instrumental）

## 収録アルバム
| 曲名                | 収録アルバム                                                                        | 発売日         |
| ------------------- | ----------------------------------------------------------------------------------- | -------------- |
| ダイヤモンドスター☆ | 『Precious tone』                                                                   | 2011年10月26日 |
| ダイヤモンドスター☆ | 『カードファイト!! ヴァンガード ベストアルバム スタンドアップ!ザ・ベストソングス!』 | 2013年3月6日   |
| starry-eyed future  | 『Precious tone』                                                                   | 2011年10月26日 |